# Google Chrome Frame
Google Chrome Frame é um plugin feito para o Internet Explorer com base no projeto de software livre Chromium. A primeira versão estável foi lançada em setembro de 2010, no primeiro aniversário do projeto. Foi descontinuado em fevereiro de 2014 e não há mais suporte ao produto.
O plugin funciona com as versões 6, 7 e 8 do Internet Explorer, desviando o processamento normal do navegador para que ele, ao invés do Trident, use o WebKit e o V8 — os motores de renderização e JavaScript do Google Chrome, respectivamente. Em um teste realizado pela Computerworld, o código JavaScript rodou cerca de 10 vezes mais rápido com o plugin. A Microsoft e a Mozilla criticaram o projeto, manifestando preocupação com a segurança.
Da mesma forma que o navegador Chrome, o Chrome Frame faz rastreamento do comportamento dos usuários enviando informações para a Google.